# Helgi Ólafsson
Helgi Ólafsson (Heimaey, 15 agosto 1956) è uno scacchista islandese.
Ottenne il titolo di Grande maestro internazionale nel 1985.
Fa parte della generazione di scacchisti islandesi emersi dopo il "Match del secolo" giocato a Reykjavík tra Boris Spasskij e Bobby Fischer per il Campionato del mondo del 1972.

## Principali risultati
Sei volte vincitore del Campionato islandese (1978, 1981, 1991, 1992, 1993 e 1996). Terminò secondo a pari punti con i vincitori nei campionati del 1987 e 1994.
Dal 1976 al 2014 partecipò con la nazionale islandese a 16 edizioni delle olimpiadi degli scacchi, ottenendo 85,5 punti su 161 partite (53,1%).
Altri risultati di torneo:
- primo nell'open di Neskaupstaðurn del 1884;
- quarto nel torneo di Dortmund del 1988 (vinse Smbat Lputian);
- primo nell'Open di Reykjavík del 1990;
- primo nel Campionato nordico del 1985 (vinse uno spareggio a tre con Simen Agdestein e Johann Hjartarson per il primo posto);
- secondo nel fortissimo open di Copenaghen del 1985, ex æquo con Bent Larsen e Curt Hansen, davanti a Vasilij Smyslov (il torneo fu vinto da József Pintér);

Ha scritto un libro sugli ultimi anni di Bobby Fischer in Islanda:
- Bobby Fischer Comes Home: The Final Years in Iceland (New in Chess, giugno 2012).